# Offre de travail
Cet article court présente un sujet plus développé dans : Économie du travail.
L’offre de travail représente la quantité de travail que fournissent les travailleurs, en échange d’une rémunération.
Au niveau individuel, l'offre de travail est influencée par de nombreuses variables socio-économiques telles que le taux de salaire, l'âge, le nombre d'enfants, le revenu non-salarial, le taux d'imposition, le revenu du conjoint, etc. 
Voir Blundell et MacCurdy (1999), par exemple, pour une revue de la littérature. 
R. Blundell and T. Macurdy. (1999) “Labor supply: a review of alternative approaches,” in the Handbook of Labor Economics, Volume 3A, O. Ashenfelter and D. Card, eds.